# Meckenheim (Renania-Palatinato)
Meckenheim è un comune di 3 411 abitanti della Renania-Palatinato, in Germania.
Appartiene al circondario (Landkreis) di Bad Dürkheim (targa DÜW) ed è parte della comunità amministrativa (Verbandsgemeinde) di Deidesheim.